# Côte-Nord-du-Golfe-du-Saint-Laurent
Côte-Nord-du-Golfe-du-Saint-Laurent è un comune del Canada, situato nella provincia del Québec, nella regione di Côte-Nord.